# (4990) Trombka
(4990) Trombka es un asteroide perteneciente al cinturón de asteroides, descubierto el 2 de marzo de 1981 por Schelte John Bus desde el Observatorio de Siding Spring, Nueva Gales del Sur, Australia.

## Designación y nombre
Designado provisionalmente como 1981 ET26. Fue nombrado Trombka en honor al investigador del Centro de vuelo espacial Goddard, Jacob (Jack) Trombka, pieza clave para el análisis a través de mediciones por rayos Y y rayos X de la Luna durante las misiones Apolo.

## Características orbitales
Trombka está situado a una distancia media del Sol de 2,232 ua, pudiendo alejarse hasta 2,629 ua y acercarse hasta 1,834 ua. Su excentricidad es 0,177 y la inclinación orbital 3,888 grados. Emplea 1218 días en completar una órbita alrededor del Sol.

## Características físicas
La magnitud absoluta de Trombka es 14,2. Tiene 4,459 km de diámetro y su albedo se estima en 0,245.